# 미나 수바리
미나 수바리(Mena Suvari, 1959년 월 일 ~ )는 미국의 배우이다.

## 출연 작품
- 아메리칸 뷰티
- 슈가 앤 스파이스
- 머스킷티어
- 더 라이언: 사막의 생존자들 - 수 역